# Hulda Molinder
Hulda Emilia Molinder, född 28 mars 1847 i Brunskog, Värmlands län, död 4 november 1934 i Karlstad, Värmlands län, var en svensk tonsättare och musiklärare.

## Biografi
Hulda Emilia Molinder föddes 28 mars 1847 i Brunskog, Värmlands län. Hon var dotter till komministern Anders Molinder och Turinna Sandelin. 1869 flyttade familjen till Boda. Molinder flyttade 1880 till Karlstad. 1900 flyttade hon till Göteborg och arbetade där som musiklärare. Molinder flyttade 1916 tillbaka till Karlstad. Hon avled 4 november 1934 i Karlstad.

## Musikverk

### Piano
- Vanadis vals. Utgiven 1884 i Stockholm.[15] Uppförd på Berns salong av direktör Meissners kapell.

- Värmlandstoner. Polka. Utgiven mellan 1901 och 1905 i Göteborg.[15]
- Ny järnban-galopp.

- Jubileumsvals, Värmland. Till minne av Göteborgsutställningen 1923.

### Sång och piano
- Utställningsvals. Utgiven 1897 på Otto Anckarkrona, Stockholm.[15] Text av E..n..